# Endiandra neocaledonica
Endiandra neocaledonica är en lagerväxtart som beskrevs av André Joseph Guillaume Henri Kostermans. Endiandra neocaledonica ingår i släktet Endiandra och familjen lagerväxter. Inga underarter finns listade i Catalogue of Life.